# Kvarntjärnen (Gåsborns socken, Värmland, 664941-141169)
Kvarntjärnen är en sjö i Filipstads kommun i Värmland och ingår i Göta älvs huvudavrinningsområde.